# Christopher Pettiet
Christopher Lee Pettiet (Plano, Texas, 12 de febrero de 1976-Los Ángeles, California, 12 de abril del 2000) fue un actor de cine y televisión estadounidense. Más conocido por interpretar a Jesse James en la serie de televisión del género wéstern The Young Riders y como Zach Candrell en la película cómica de cine de culto Don't Tell Mom the Babysitter's Dead.

## Carrera
Pettiet comenzó su carrera como actor apareciendo en series de televisión como seaQuest DSV, Star Trek: La nueva generación, L. A. Law, Empty Nest, Picket Fences y Undressed. En 1991 interpretó al hermano pequeño del personaje de Christina Applegate en la comedia Don't Tell Mom the Babysitter's Dead. Además, tuvo pequeños papeles en películas como Point Break y Boys. 
Desde 1991 hasta 1992, interpretó el papel de Jesse James en la serie de televisión The Young Riders. Durante el resto de su carrera, interpretó pequeños papeles en series de televisión. Hizo su última aparición en televisión en un episodio de la serie Judging Army en 1999.

## Fallecimiento
Pettiet murió de una sobredosis accidental de drogas el 12 de abril de 2000 en Los Ángeles a los 24 años. Después de su muerte, su entrenador actoral, Kevin McDermott, fundó un fondo de becas en su nombre para ayudar a los jóvenes actores a asistir al Center Stage LA, donde había entrenado.

## Filmografía
| Año  | Título                               | Papel                       | Notas |
| ---- | ------------------------------------ | --------------------------- | ----- |
| 1991 | Don't Tell Mom the Babysitter's Dead | Zach Crandell               |       |
| 1991 | Point Break                          | Chico de las tablas de surf |       |
| 1992 | Sandman                              | Jesse                       |       |
| 1993 | The Goodbye Bird                     | Francis Frank Phillips      |       |
| 1994 | Horses and Champions                 | Joe                         |       |
| 1994 | Relentless IV: Ashes to Ashes        | Cory Dietz                  |       |
| 1996 | Carried Away                         | Robert Henson               |       |
| 1996 | Boys                                 | Jon Heinz                   |       |
| 1997 | Against the Law                      | Tommy                       |       |

| Año       | Título                                     | Papel                    | Notas                                   |
| --------- | ------------------------------------------ | ------------------------ | --------------------------------------- |
| 1990      | An Enemy of the People                     | Morton Stockman          | Película para televisión                |
| 1990      | Star Trek: La nueva generación             | Chico                    | Episodio: «The High Ground»             |
| 1990      | Doogie Howser, M.D.                        | Gregory Pelzman          | Episodio: «Revenge of the Teenage Dead» |
| 1990      | The Dreamer of Oz: The L. Frank Baum Story | Frank Jr. de adolescente | Película para televisión                |
| 1991      | Fatal Exposure                             | Drew                     | Película para televisión                |
| 1991      | L. A. Law                                  | Corey Walker             | Episodio: «On the Toad Again»           |
| 1991      | Empty Nest                                 | Pequeño Harry            | Episodio: «The Way We Are»              |
| 1991      | My Life and Times                          | Michael Miller           | Episodio: «The Collapse of '98»         |
| 1991-1992 | The Young Riders                           | Jesse James              | 21 episodios                            |
| 1992      | Danger Island                              | Brian                    | Película para televisión                |
| 1992      | Baywatch                                   | Beaver                   | Episodio: «Tequila Bay»                 |
| 1993      | seaQuest DSV                               | Zachery Thomas           | Episodio: «Brothers and Sisters»        |
| 1995      | Picket Fences                              | Michael Hynes            | Episodio: «The Song of Rome»            |
| 1997      | Touched by an Angel                        | Luke Brewer              | Episodio: «Crisis of Faith»             |
| 1998      | Chicago Hope                               | Kevin Dicker             | Episodio: «Viagra-Vated Assault»        |
| 1999      | Undressed                                  | Dean                     | 6 episodios                             |
| 1999      | Judging Army                               | Paul Dexter              | Episodio: «An Impartial Bias»           |